# جين فلور
جين فلور (بالفرنسية: Jeanne Flore)‏ هي كاتِبة وشاعرة فرنسية، ولدت في 1520، وتوفيت في 1600.